# Список глав Боливии
Президе́нт Многонациона́льного Госуда́рства Боли́вия (исп. Presidente del Estado Plurinacional de Bolivia), неофициально — Президе́нт Боли́вии (исп. Presidente del Bolivia) — глава государства и правительства, а также генерал-капитан (исп. Capitán General) Вооружённых сил Боливии. Согласно действующей Конституции, президент избирается на всеобщих выборах на 5-летний срок, с однократным правом переизбрания. Избранным считается кандидат, набравший большинство голосов (более 50 % голосов, или более 45 % при условии отставания результата следующего кандидата более чем на 10 % голосов). Если ранее, когда победитель не был определён в первом туре, парламент на совместном заседании обеих палат избирал президента из двух кандидатов, получивших простое большинство голосов, то по действующей конституции предусмотрен второй тур общенационального голосования по таким кандидатам.
Несмотря на то, что первым избранным руководителем страны в августе—декабре 1825 года стал Симон Боливар, он обладал титулом «Освободитель Верхнего Перу», а первым временным, позже пожизненным президентом в 1826—1828 годах стал Антонио Хосе де Сукре. В 1836 году президент Боливии Андрес де Санта-Крус добился создания Конфедерации Перу и Боливии, став её верховным протектором. В 1839 году после военного поражения сторонников А. де Санта-Круса конфедеративный союз был прекращён.
Эво Моралес, занимавший пост президента с 22 января 2006 года по 12 ноября 2019 года, стал первым полнокровным индейцем-руководителем Боливии за последние четыре столетия и третьим президентом (после Эрнана Силеса Суасо и Виктора Пас Эстенссоро), выбранным абсолютным большинством голосов. С октября 2015 года он возглавляет список лиц с наибольшей длительностью исполнения обязанностей главы государства в истории Боливии.
В политической истории Боливии можно выделить несколько периодов, когда главой государства являлась не единоличная персона, а триумвират (в 1861, 1899 и 1920—1921 годах), диумвират (в 1965—1966 годах), и даже период работы Совета министров как коллективного главы государства без президентского единоначалия (в 1930 году). Хунты командующих Вооружёнными силами Боливии 1970, 1971, 1980, 1981, 1982 годов также являлись триумвиратами, но были краткосрочными переходными органами.
Наименование страны Боливия (исп. Bolivia) устоялось в первые десятилетия её независимости. На Генеральной ассамблее депутатов провинций Верхнего Перу 6 августа 1825 года была провозглашена независимость Верхнего Перу (исп. Alto Perú), 11 августа 1825 года в честь Симона Боливара, возглавляющего Объединённую армию Освободителя Перу, была провозглашена Республика Боливар (исп. República Bolívar), с возможным использованием наименований Верхнее Перу и Государство Верхнего Перу (исп. Estado del Alto Perú). После начала работы 25 мая 1826 года Всеобщего учредительного конгресса (исп. Congreso General Constituyente) стало использоваться наименование Республика Боливиана (исп. República Boliviana), или Боливия. Только с 1 октября 1868 года официальным наименованием страны стало Республика Боливия (исп. República de Bolivia).
7 февраля 2009 года, после вступления в силу действующей конституции, официальным наименованием страны стало Многонациональное Государство Боливия (исп. Estado Plurinacional de Bolivia, кечуа Buliwya Achka nasyunkunap Mama llaqta, айм. Wuliwya Suyu, гуар. Tetã Volívia).

## Характеристика списка президентов Боливии
В списке отражены лица, осуществлявшие высшую исполнительную власть в Боливии, начиная с Симона Боливара, провозглашённого Генеральной ассамблеей депутатов провинций Верхнего Перу 6 августа 1825 года Освободителем Верхнего Перу (исп. Libertador del Alto Perú). Включены также лица, формировавшие параллельные органы власти, при наличии конституционных или признанных иначе органов власти (например, ведущие с ними вооружённую борьбу и контролирующие значительную часть территории или столицу), а также лица, временно исполнявшие полномочия главы исполнительной власти (при одновременном сохранении постоянных полномочий основного, как правило конституционного лица, в связи с его отъездом из столицы или наличием иных препятствий для выполнения президентских функций). Дополнительно включён раздел о Хунте Туитива, первом на южно-американском континенте независимом правительстве, провозглашённом в июле—сентябре 1809 года в Верхнем Перу (на территории современной Боливии).
В случае, когда президент получил повторные полномочия последовательно за первоначальными, раздельно отражается каждый срок полномочий (например, три последовательных срока полномочий Хуана Эво Моралеса (2006—2019 годы). Также, для отражения сложности истории страны, отражён различный характер полномочий глав государства (например, единый срок нахождения во главе государства Хермана Буша Бессеры с 1937 по 1939 годы года разделён на периоды, когда он, первоначально, являлся президентом правительственной хунты (исп. Presidente de la Junta de Gobierno), затем был избран президентом Национальным конвентом и, наконец, был провозглашён диктатором.
Если главы государства Боливии являлись представителями вооружённых сил, но это не определяло характера их участия в политической жизни (а также если оставили действительную военную службу с целью участия в политической жизни), они указаны как независимые политики. Если они были избраны на президентский пост в качестве представителя политической партии, то указано соответствующее партийное представительство.
В столбце «Выборы» отражены состоявшиеся выборные процедуры. В случае, если глава государства получил полномочия без таковых, столбец не заполняется. Использованная в первом столбце нумерация является условной и применена исключительно к лицам, получившим полномочия президента (конституционного, временного, переходного) в конституционном порядке. Также условным является использование в первом столбце цветовой заливки, служащей для упрощения восприятия принадлежности лиц к различным политическим силам без необходимости обращения к столбцу, отражающему партийную принадлежность (после 1884 года). Наряду с партийной принадлежностью, в столбце «Партия» также отражён внепартийный (независимый) статус персоналий, или их принадлежность к вооружённым силам, когда они выступали как самостоятельная политическая сила.

## Хунта Туитива
Первым событием движения за независимость испанских колоний в Америке было Чукисакское восстание 25 мая 1809 года. В ходе наполеоновских войн 6 июня 1808 года королём Испании был назначен Иосиф I Наполеон, после чего возникло широкое движение по восстановлению на престоле Фернандо VII. Формально став частью этого процесса, восстание привело к принятию первого латиноамериканского конституционного акта, созданию первой Освободительной армии и формированию первого на континенте независимого правительства. Это правительство, получившее название Хунта Туитива прав Короля и Народа (исп. Junta Tuitiva de los Derechos del Rey y del Pueblo), было создано в Верхнем Перу 16 июля 1809 года в городе Нуэстра-Сеньора-де-Ла-Пас, под председательством полковника Педро Доминго Мурильо. Оно было образовано кабильдо провинции Ла-Пас, провозгласившим себя Управляющим советом (исп. Junta Gobernadora), и было распущено 30 сентября 1809 года в ходе подавления восстания. Педро Доминго Мурильо официально признаётся первым президентом Боливии.
|        | Портрет | Имя (годы жизни)                                                                         | Полномочия   | Полномочия       | Должность                                      | Пр.    |
| Начало | Портрет | Имя (годы жизни)                                                                         | Окончание    |                  | Должность                                      | Пр.    |
| ------ | ------- | ---------------------------------------------------------------------------------------- | ------------ | ---------------- | ---------------------------------------------- | ------ |
| —      |         | полковник Педро Доминго Мурильо Карраско (1757—1810) исп. Pedro Domingo Murillo Carrasco | 16 июля 1809 | 30 сентября 1809 | Председатель хунты исп. Presidente de la Junta | [ 25 ] |

## Президенты Боливии (с 1825)
|                | Портрет | Имя (годы жизни) | Полномочия       | Полномочия | Партия                                          | Выборы | Должность | Пр.                            |
| Начало         | Портрет | Имя (годы жизни) | Окончание        | | Партия                                          | Выборы | Должность | Пр.                            |
| -------------- | --- | --- | ---------------- | --- | ----------------------------------------------- | --- | --- | ------------------------------ |
| —              | | Хосе Мариано Серрано (1788—1852) исп. José Mariano Serrano | 6 августа 1825   | 11 августа 1825 | независимый                                     | | президент Генеральной ассамблеи депутатов провинций Верхнего Перу исп. Presidente de la Asamblea General de Diputados de las Provincias del Alto Perú | [ 26 ] [ 27 ]                  |
| —              | | Антонио Хосе Франсиско де Сукре-и-Алькала (1795—1830) исп. Antonio José Francisco de Sucre y Alcalá | 11 августа 1825  | 12 августа 1825 | независимый                                     | главнокомандующий Объединённой армией Освободителя Перу исп. General en Jefe del Ejército Unido Libertador del Perú                 | [ 4 ] [ 5 ] |                                |
| —              | | Симон Хосе Антонио де ла Сантисима Тринидад Боливар де ла Консепсьон-и-Понте Паласиос-и-Бланко (1785—1830) исп. Simón José Antonio de la Santísima Trinidad Bolívar de la Concepción y Ponte Palacios y Blanco | 12 августа 1825  | 29 декабря 1825 | независимый                                     | [ комм. 2 ] | Освободитель Верхнего Перу исп. Libertador del Alto Perú                                                                                              | [ 2 ] [ 3 ]                    |
| —              | | Антонио Хосе Франсиско де Сукре-и-Алькала (1795—1830) исп. Antonio José Francisco de Sucre y Alcalá | 29 декабря 1825  | 25 мая 1826 | независимый                                     | | главнокомандующий Объединённой армией Освободителя Перу исп. General en Jefe del Ejército Unido Libertador del Perú                                   | [ 4 ] [ 5 ]                    |
| —              | | Хосе Хоакин Касимиро Оланьета-и-Гуэмес (1795—1860) исп. José Joaquín Casimiro Olañeta y Güemes | 25 мая 1826      | 28 мая 1826 | независимый                                     | президент Всеобщего учредительного конгресса исп. Presidente del Congreso General Constituyente                                     | [ 28 ] |                                |
| 1 (I—II)       | | Антонио Хосе Франсиско де Сукре-и-Алькала (1795—1830) исп. Antonio José Francisco de Sucre y Alcalá | 28 мая 1826      | 9 декабря 1826 | независимый                                     | [ комм. 4 ] | временный президент исп. Presidentes provisional | [ 4 ] [ 5 ]                    |
| 1 (I—II)       | 9 декабря 1826 | Антонио Хосе Франсиско де Сукре-и-Алькала (1795—1830) исп. Antonio José Francisco de Sucre y Alcalá | 18 апреля 1828   | пожизненный президент исп. Presidentes vitalicio                                                                                  | независимый                                     | [ комм. 4 ] | | [ 4 ] [ 5 ]                    |
| —              | | Хосе Мария Перес де Урдининеа (1784—1865) исп. José María Pérez de Urdininea | 18 апреля 1828   | 2 августа 1828 | независимый                                     | | президент Совета министров исп. Presidente del Consejo de Ministros                                                                                   | [ 29 ] [ 30 ]                  |
| —              | | Хосе Мигель де Веласко Франко (1795—1859) исп. José Miguel de Velasco Franco | 2 августа 1828   | 12 августа 1828 | независимый                                     | [ 31 ] [ 32 ] | президент Совета министров исп. Presidente del Consejo de Ministros                                                                                   |                                |
| —              | 12 августа 1828 | Хосе Мигель де Веласко Франко (1795—1859) исп. José Miguel de Velasco Franco | 18 декабря 1828  | временный вице-президент Всеобщего учредительного конгресса исп. Vicepresidente provisional por el Congreso General Constituyente | независимый                                     | [ 31 ] [ 32 ] | |                                |
| —              | | Хосе Рамон де Лоайса Пачеко (1751—1839) исп. José Ramón de Loayza Pacheco | 18 декабря 1828  | 26 декабря 1828 | независимый                                     | [ комм. 8 ] | временный вице-президент исп. Vicepresidente provisional                                                                                              | [ 33 ]                         |
| 2              | | Педро Бланко Сото (1795—1829) исп. Pedro Blanco Soto | 26 декабря 1828  | 1 января 1829 | независимый                                     | [ комм. 8 ] | временный президент исп. Presidente provisional | [ 34 ] [ 35 ]                  |
| и. о.          | | Хосе Мигель де Веласко Франко (1795—1859) исп. José Miguel de Velasco Franco | 1 января 1829    | 31 января 1829 | независимый                                     | [ комм. 8 ] | исполняющий обязанности президента исп. Presidente interino                                                                                           | [ 31 ]                         |
| —              | 31 января 1829 | Хосе Мигель де Веласко Франко (1795—1859) исп. José Miguel de Velasco Franco | 24 мая 1829      | вице-президент исп. Vicepresidente                                                                                                | независимый                                     | [ комм. 8 ] | | [ 31 ]                         |
| 3 (I—IV)       | | Андрес де Санта-Крус-и-Калаумана (1792—1865) исп. Andrés de Santa Cruz y Calahumana | 24 мая 1829      | 16 июля 1831 | независимый                                     | [ комм. 8 ] | временный президент исп. Presidente provisional | [ 36 ] [ 37 ] [ 38 ]           |
| 3 (I—IV)       | 16 июля 1831 | Андрес де Санта-Крус-и-Калаумана (1792—1865) исп. Andrés de Santa Cruz y Calahumana | 16 августа 1835  | [ комм. 11 ] | независимый                                     | президент исп. Presidente | | [ 36 ] [ 37 ] [ 38 ]           |
| 3 (I—IV)       | 16 июня 1835 | Андрес де Санта-Крус-и-Калаумана (1792—1865) исп. Andrés de Santa Cruz y Calahumana | 22 октября 1836  | 1835 | независимый                                     | президент исп. Presidente | | [ 36 ] [ 37 ] [ 38 ]           |
| 3 (I—IV)       | 22 октября 1836 | Андрес де Санта-Крус-и-Калаумана (1792—1865) исп. Andrés de Santa Cruz y Calahumana | 18 февраля 1839  | [ комм. 13 ] | независимый                                     | верховный протектор Конфедерации Перу и Боливии исп. Supremo Protector de la Confederación Perú-Boliviana                           | | [ 36 ] [ 37 ] [ 38 ]           |
| период анархии | период анархии | период анархии | 18 февраля 1839  | 22 февраля 1839 |                                                 | | |                                |
| —              | | Хосе Мигель де Веласко Франко (1795—1859) исп. José Miguel de Velasco Franco | 22 февраля 1839  | 16 июня 1839 | независимый                                     | | президент де-факто | [ 31 ]                         |
| 4 (I—II)       | 16 июня 1839 | Хосе Мигель де Веласко Франко (1795—1859) исп. José Miguel de Velasco Franco | 15 августа 1840  | [ комм. 15 ] | независимый                                     | временный президент исп. Presidente provisional                                                                                     | | [ 31 ]                         |
| 4 (I—II)       | 15 августа 1840 | Хосе Мигель де Веласко Франко (1795—1859) исп. José Miguel de Velasco Franco | 10 июня 1841     | 1840 | независимый                                     | президент исп. Presidente | | [ 31 ]                         |
| —              | | Себастьян Агреда (1795—1875) исп. Sebastián Ágreda | 10 июня 1841     | 9 июля 1841 | независимый                                     | | президент де-факто | [ 39 ] [ 40 ]                  |
| —              | | Мариано Энрике Кальво де ла Банда-и-Куэльяр (1782—1842) исп. Mariano Enrique Calvo de la Banda y Cuéllar | 9 июля 1841      | 22 сентября 1841 | независимый                                     | [ 41 ] | президент де-факто |                                |
| период анархии | период анархии | период анархии | 22 сентября 1841 | 27 сентября 1841 |                                                 | | |                                |
| —              | | Хосе Бальивиан-и-Сегурола (1805—1852) исп. José Ballivián y Segurola | 27 сентября 1841 | 23 апреля 1843 | независимый                                     | | президент де-факто | [ 42 ] [ 43 ]                  |
| 5 (I—II)       | 23 апреля 1843 | Хосе Бальивиан-и-Сегурола (1805—1852) исп. José Ballivián y Segurola | 15 августа 1844  | [ комм. 21 ] | независимый                                     | временный президент исп. Presidente provisional                                                                                     | | [ 42 ] [ 43 ]                  |
| 5 (I—II)       | 15 августа 1844 | Хосе Бальивиан-и-Сегурола (1805—1852) исп. José Ballivián y Segurola | 23 декабря 1847  | 1844 | независимый                                     | президент исп. Presidente | | [ 42 ] [ 43 ]                  |
| —              | | Эусебио Гиларте Вера (1805—1849) исп. Eusebio Guilarte Vera | 23 декабря 1847  | 2 января 1848 | независимый                                     | | президент Национального совета исп. Presidente del Consejo Nacional                                                                                   | [ 44 ]                         |
| период анархии | период анархии | период анархии | 2 января 1848    | 18 января 1848 |                                                 | | |                                |
| —              | | Хосе Мигель де Веласко Франко (1795—1859) исп. José Miguel de Velasco Franco | 18 января 1848   | 6 декабря 1848 | независимый                                     | | президент де-факто | [ 31 ]                         |
| —              | | Мануэль Исидоро Бельсу Умерес (1808—1865) исп. Manuel Isidoro Belzu Humérez | 6 декабря 1848   | 6 августа 1850 | независимый                                     | [ 45 ] | президент де-факто |                                |
| 6 (I—II)       | 6 августа 1850 | Мануэль Исидоро Бельсу Умерес (1808—1865) исп. Manuel Isidoro Belzu Humérez | 15 августа 1850  | [ комм. 27 ] | независимый                                     | [ 45 ] | временный президент исп. Presidente provisional |                                |
| 6 (I—II)       | 15 августа 1850 | Мануэль Исидоро Бельсу Умерес (1808—1865) исп. Manuel Isidoro Belzu Humérez | 16 октября 1850  | 1850 | независимый                                     | [ 45 ] | президент исп. Presidente |                                |
| —              | 16 октября 1850 | Мануэль Исидоро Бельсу Умерес (1808—1865) исп. Manuel Isidoro Belzu Humérez | 16 июля 1851     | | независимый                                     | [ 45 ] | диктатор исп. Dictador |                                |
| 6 (III)        | 16 июля 1851 | Мануэль Исидоро Бельсу Умерес (1808—1865) исп. Manuel Isidoro Belzu Humérez | 15 августа 1855  | [ комм. 29 ] | независимый                                     | [ 45 ] | президент исп. Presidente |                                |
| 7              | | Хорхе Кордова (1822—1861) исп. Jorge Córdova | 15 августа 1855  | 9 сентября 1857 | независимый                                     | 1855 | президент исп. Presidente | [ 46 ]                         |
| —              | | Хосе Мария Линарес Лисарасу (1808—1861) исп. José María Linares Lizarazu | 9 сентября 1857  | 31 марта 1858 | независимый                                     | | президент де-факто | [ 47 ] [ 48 ]                  |
| —              | 31 марта 1858 | Хосе Мария Линарес Лисарасу (1808—1861) исп. José María Linares Lizarazu | 14 января 1861   | диктатор исп. Dictador | независимый                                     | | | [ 47 ] [ 48 ]                  |
| —              | | Хосе Мария Ача Вальенте (1810—1868) исп. José María Achá Valiente | 14 января 1861   | 4 мая 1861 | независимый                                     | Правительственная хунта (председатель Хосе Мария Ача Вальенте)                                                                      | [ 8 ] |                                |
| —              | Руперто Фернандес (?—?) исп. Ruperto Fernández | | 14 января 1861   | 4 мая 1861 | независимый                                     | Правительственная хунта (председатель Хосе Мария Ача Вальенте)                                                                      | [ 8 ] |                                |
| —              | | Мануэль Антонио Санчес (?—1861) исп. Manuel Antonio Sánchez | 14 января 1861   | 9 апреля 1861 | независимый                                     | Правительственная хунта (председатель Хосе Мария Ача Вальенте)                                                                      | [ 8 ] |                                |
| 8 (I—II)       | | Хосе Мария Ача Вальенте (1810—1868) исп. José María Achá Valiente | 4 мая 1861       | 15 августа 1862 | независимый                                     | [ комм. 33 ] | временный президент исп. Presidente provisional | [ 49 ]                         |
| 8 (I—II)       | 15 августа 1862 | Хосе Мария Ача Вальенте (1810—1868) исп. José María Achá Valiente | 28 декабря 1864  | 1862 | независимый                                     | президент исп. Presidente | | [ 49 ]                         |
| —              | | Мануэль Мариано Мельгарехо Валенсия (1820—1871) исп. Manuel Mariano Melgarejo Valencia | 28 декабря 1864  | 15 августа 1868 | независимый                                     | | президент де-факто | [ 50 ] [ 51 ]                  |
| 9 (I)          | 15 августа 1868 | Мануэль Мариано Мельгарехо Валенсия (1820—1871) исп. Manuel Mariano Melgarejo Valencia | 3 февраля 1869   | 1868 | независимый                                     | президент исп. Presidente | | [ 50 ] [ 51 ]                  |
| —              | 3 февраля 1869 | Мануэль Мариано Мельгарехо Валенсия (1820—1871) исп. Manuel Mariano Melgarejo Valencia | 31 мая 1869      | | независимый                                     | диктатор исп. Dictador | | [ 50 ] [ 51 ]                  |
| 9 (II)         | 31 мая 1869 | Мануэль Мариано Мельгарехо Валенсия (1820—1871) исп. Manuel Mariano Melgarejo Valencia | 15 августа 1870  | президент исп. Presidente | независимый                                     | | | [ 50 ] [ 51 ]                  |
| 9 (II)         | 15 августа 1870 | Мануэль Мариано Мельгарехо Валенсия (1820—1871) исп. Manuel Mariano Melgarejo Valencia | 15 января 1871   | президент исп. Presidente | независимый                                     | 1870 | | [ 50 ] [ 51 ]                  |
| —              | | Педро Агустин Моралес Эрнандес (1808—1872) исп. Pedro Agustín Morales Hernández | 15 января 1871   | 18 июня 1871 | независимый                                     | | верховный вождь революции исп. Jefe Supremo de la Revolución                                                                                          | [ 52 ] [ 53 ]                  |
| 10 (I—II)      | 18 июня 1871 | Педро Агустин Моралес Эрнандес (1808—1872) исп. Pedro Agustín Morales Hernández | 22 августа 1872  | [ комм. 33 ] | независимый                                     | временный президент исп. Presidente provisional                                                                                     | | [ 52 ] [ 53 ]                  |
| 10 (I—II)      | 22 августа 1872 | Педро Агустин Моралес Эрнандес (1808—1872) исп. Pedro Agustín Morales Hernández | 27 ноября 1872   | 1872 | независимый                                     | президент исп. Presidente | | [ 52 ] [ 53 ]                  |
| —              | | Томас Франсиско Фриас Аметльер (1804—1884) исп. Tomás Francisco Frías Ametller | 27 ноября 1872   | 9 мая 1873 | независимый                                     | | президент Государственного совета исп. Presidente del Consejo de Estado                                                                               | [ 54 ] [ 55 ]                  |
| 11             | | Адольфо Бальивиан Коль (1831—1874) исп. Adolfo Ballivián Coll | 9 мая 1873       | 31 января 1874 | независимый                                     | 1873 | президент исп. Presidente | [ 56 ]                         |
| —              | | Томас Франсиско Фриас Аметльер (1804—1884) исп. Tomás Francisco Frías Ametller | 31 января 1874   | 4 мая 1876 | независимый                                     | | президент Государственного совета исп. Presidente del Consejo de Estado                                                                               | [ 54 ] [ 55 ]                  |
| —              | | Иларион Даса Гроселье (1840—1894) исп. Hilarión Daza Groselle | 4 мая 1876       | 15 ноября 1877 | независимый                                     | президент де-факто | [ 57 ] [ 58 ] |                                |
| 12             | 15 ноября 1877 | Иларион Даса Гроселье (1840—1894) исп. Hilarión Daza Groselle | 28 декабря 1879  | [ комм. 33 ] | независимый                                     | временный президент исп. Presidente provisional                                                                                     | [ 57 ] [ 58 ] |                                |
| —              | | Педро Хосе Доминго де Гуэрра-и-Санчес де Бустаманте (1809—1879) исп. Pedro José Domingo de Guerra y Sánchez de Bustamante | 17 апреля 1879   | 28 сентября 1879 | независимый                                     | | президент Совета министров исп. Presidente del consejo de ministros                                                                                   | [ 59 ]                         |
| период анархии | период анархии | период анархии | 28 декабря 1879  | 19 января 1880 |                                                 | | |                                |
| 13 (I—II)      | | Хосе Нарсисо Камперо Леес (1813—1896) исп. José Narciso Campero Leyes | 19 января 1880   | 31 мая 1880 | Консервативная партия                           | [ комм. 40 ] | временный президент исп. Presidente provisional | [ 60 ] [ 61 ]                  |
| 13 (I—II)      | 31 мая 1880 | Хосе Нарсисо Камперо Леес (1813—1896) исп. José Narciso Campero Leyes | 4 сентября 1884  | [ комм. 41 ] | Консервативная партия                           | президент исп. Presidente | | [ 60 ] [ 61 ]                  |
| 14             | | Хосе Грегорио Пачеко Леес (1823—1899) исп. José Gregorio Pacheco Leyes | 4 сентября 1884  | 15 августа 1888 | Консервативная партия                           | президент исп. Presidente | 1884 | [ 62 ] [ 63 ]                  |
| 15             | | Анисето Арсе-и-Руис де Мендоса (1824—1906) исп. Aniceto Arce y Ruiz de Mendoza | 15 августа 1888  | 11 августа 1892 | Консервативная партия                           | президент исп. Presidente | 1888 | [ 64 ] [ 65 ]                  |
| 16             | | Хосе Мариано Баптиста Касерта (1832—1907) исп. José Mariano Baptista Caserta | 11 августа 1892  | 19 августа 1896 | Консервативная партия                           | президент исп. Presidente | 1892 | [ 66 ] [ 67 ]                  |
| 17             | | Северо Фернандес Алонсо Кабальеро (1849—1925) исп. Severo Fernández Alonso Caballero | 19 августа 1896  | 12 августа 1899 | Консервативная партия                           | президент исп. Presidente | 1896 | [ 68 ] [ 69 ]                  |
| —              | | Хосе Мануэль Иносенсио Пандо Соларес (1848—1917) исп. José Manuel Inocencio Pando Solares | 12 августа 1899  | 25 октября 1899 | Либеральная партия.                             | | Федеральная правительственная хунта (председатель Хосе Мануэль Иносенсио Пандо Соларес)                                                               | [ 9 ]                          |
| —              | | Серапио Реес Ортис Агилар (1822—1900) исп. Serapio Reyes Ortiz Aguilar | 12 августа 1899  | 25 октября 1899 | Либеральная партия.                             | | Федеральная правительственная хунта (председатель Хосе Мануэль Иносенсио Пандо Соларес)                                                               | [ 9 ]                          |
| —              | | Макарио Пинилья Варгас (1855—1927) исп. Macario Pinilla Vargas | 12 августа 1899  | 25 октября 1899 | независимый                                     | | Федеральная правительственная хунта (председатель Хосе Мануэль Иносенсио Пандо Соларес)                                                               | [ 9 ]                          |
| 18             | | Хосе Мануэль Иносенсио Пандо Соларес (1848—1917) исп. José Manuel Inocencio Pando Solares | 25 октября 1899  | 14 августа 1904 | Либеральная партия.                             | [ комм. 41 ] | президент исп. Presidente | [ 70 ] [ 71 ]                  |
| 19 (I)         | | Исмаэль Монтес Гамбоа (1861—1933) исп. Ismael Montes Gamboa | 14 августа 1904  | 12 августа 1909 | Либеральная партия.                             | 1904 | президент исп. Presidente | [ 72 ]                         |
| 20             | | Элиодоро Вильясон Монтаньо (1848—1939) исп. Eliodoro Villazón Montaño | 12 августа 1909  | 14 августа 1913 | Либеральная партия.                             | 1909 | президент исп. Presidente | [ 73 ]                         |
| 19 (II)        | | Исмаэль Монтес Гамбоа (1861—1933) исп. Ismael Montes Gamboa | 14 августа 1913  | 15 августа 1917 | Либеральная партия.                             | 1913 | президент исп. Presidente | [ 72 ]                         |
| 21             | | Хосе Мануэль Хустиниано Гутьеррес Герра (1869—1929) исп. José Manuel Justiniano Gutiérrez Guerra | 15 августа 1917  | 12 июля 1920 | Либеральная партия.                             | 1917 | президент исп. Presidente | [ 74 ] [ 75 ]                  |
| —              | | Роса Баутиста Сааведра Мальеа (1870—1939) исп. Rosa Bautista Saavedra Mallea | 12 июля 1920     | 13 июля 1920 | Республиканская партия                          | | главный политический руководитель исп. Jefe politico superior                                                                                         | [ 10 ] [ 76 ] [ 77 ]           |
| —              | | Хосе Мария Эскальер Вильега (1862—1934) исп. José María Escalier Villega | 13 июля 1920     | 28 января 1921 | Республиканская партия                          | Переходная правительственная хунта (председатель Роза Баутиста Сааведра Мальеа)                                                     | | [ 10 ] [ 76 ] [ 77 ]           |
| —              | | Роса Баутиста Сааведра Мальеа (1870—1939) исп. Rosa Bautista Saavedra Mallea | 13 июля 1920     | 28 января 1921 | Республиканская партия                          | Переходная правительственная хунта (председатель Роза Баутиста Сааведра Мальеа)                                                     | | [ 10 ] [ 76 ] [ 77 ]           |
| —              | | Хосе Мануэль Рамирес (1868—1938) исп. José Manuel Ramírez | 13 июля 1920     | 28 января 1921 | независимый                                     | Переходная правительственная хунта (председатель Роза Баутиста Сааведра Мальеа)                                                     | | [ 10 ] [ 76 ] [ 77 ]           |
| 22             | | Роса Баутиста Сааведра Мальеа (1870—1939) исп. Rosa Bautista Saavedra Mallea | 28 января 1921   | 3 сентября 1925 | Социалистическая республиканская партия         | [ комм. 41 ] | президент исп. Presidente | [ 10 ] [ 76 ] [ 77 ]           |
| 23             | | Фелипе Сегундо Гусман (1879—1932) исп. Felipe Segundo Guzmán | 3 сентября 1925  | 10 января 1926 | Социалистическая республиканская партия         | [ комм. 46 ] | временный президент исп. Presidente provisional | [ 78 ] [ 79 ]                  |
| 24             | | Мариано Эрнандо Силес Реес (1882—1942) исп. Mariano Hernando Siles Reyes | 10 января 1926   | 28 мая 1930 | Социалистическая республиканская партия         | декабрь 1925 | президент исп. Presidente | [ 80 ]                         |
| —              | | Герман Антело Араус исп. Germán Antelo Arauz (до 17 июня 1930 года) Альберто Диес де Медина Лертора исп. Alberto Diez de Medina Lértora Франклин Меркадо исп. Franklin Mercado Хосе Давид Торо Руилова исп. José David Toro Ruilova Хосе Мария Агирре де Ача исп. José María Aguirre de Achá Фидель Вега исп. Fidel Vega Карлос Бансер Алиага исп. Carlos Banzer Aliaga Эсекиэль Ромесин Кальдерон исп. Ezequiel Romecín Calderón (с 17 июня 1930 года) | 28 мая 1930      | 25 июня 1930 | независимые / военные                           | | Совет министров исп. Consejo de Ministros | [ 13 ]                         |
| —              | | Карлос Бланко Галиндо (1882—1946) исп. Carlos Blanco Galindo как президент совета министров в составе: Оскар Мариака Пандо исп. Óscar Mariaca Pando Хосе Луис Ланса исп. José Luis Lanza Филиберто Осорио Тельес исп. Filiberto Osorio Téllez Эмилио Гонсалес Кинт исп. Emilio González Quint Бернардино Бильбао Риоха исп. Bernardino Bilbao Rioja | 28 июня 1930     | 5 марта 1931 | военные                                         | президент совета министров военной правительственной хунты исп. Presidente del Consejo de Ministros de la Junta de Gobierno Militar | [ 81 ] [ 82 ] |                                |
| 25             | | Даниэль Доминго Саламанка Урей (1869—1935) исп. Daniel Domingo Salamanca Urey | 5 марта 1931     | 1 декабря 1934 | Подлинная республиканская партия                | 1931 | президент исп. Presidente | [ 83 ] [ 84 ]                  |
| 26             | | Хосе Луис Техада Сорсано (1882—1938) исп. José Luis Tejada Sorzano | 1 декабря 1934   | 16 мая 1936 | Либеральная партия                              | | президент исп. Presidente | [ 83 ] [ 85 ]                  |
| —              | | Херман Буш Бесерра (1904—1939) исп. Germán Busch Becerra как временный президент правительственной хунты в составе: Луис Куэнса исп. Luis Cuenca Хорхе Хордан исп. Jorge Jordán Фернандо Камперо Альварес исп. Fernando Campero Álvarez Энрике Бальдивьесо Апарисио исп. Enrique Baldivieso Aparicio Габриэль Госальвес Техада исп. Gabriel Gosálvez Tejada Педро Сильветти Арсе исп. Pedro Zilvetti Arce Флоренсо Кандия исп. Florencio Candia | 16 мая 1936      | 22 мая 1936 | военные                                         | временный президент правительственной хунты исп. Presidente provisional de la Junta de Gobierno                                     | [ 86 ] |                                |
| —              | | Хосе Давид Торо Руилова (1898—1977) исп. José David Toro Ruilova как президент правительственной хунты в составе: Херман Буш Бесерра исп. Germán Busch Becerra Луис Куэнса исп. Luis Cuenca Хорхе Хордан исп. Jorge Jordán Фернандо Камперо Альварес исп. Fernando Campero Álvarez Энрике Бальдивьесо Апарисио исп. Enrique Baldivieso Aparicio Габриэль Госальвес Техада исп. Gabriel Gosálvez Tejada Педро Сильветти Арсе исп. Pedro Zilvetti Arce Флоренсо Кандия исп. Florencio Candia                                                                                        | 22 мая 1936      | 13 июля 1937 | военные                                         | президент правительственной хунты исп. Presidente de la Junta de Gobierno                                                           | [ 87 ] [ 88 ] |                                |
| —              | | Херман Буш Бесерра (1904—1939) исп. Germán Busch Becerra как президент правительственной хунты в составе: Луис Куэнса исп. Luis Cuenca Хорхе Хордан исп. Jorge Jordán Фернандо Камперо Альварес исп. Fernando Campero Álvarez Энрике Бальдивьесо Апарисио исп. Enrique Baldivieso Aparicio Габриэль Госальвес Техада исп. Gabriel Gosálvez Tejada Педро Сильветти Арсе исп. Pedro Zilvetti Arce Флоренсо Кандия исп. Florencio Candia | 13 июля 1937     | 28 мая 1938 | военные                                         | президент правительственной хунты исп. Presidente de la Junta de Gobierno                                                           | [ 87 ] |                                |
| 27             | Херман Буш Бесерра (1904—1939) исп. Germán Busch Becerra | 28 мая 1938 | 24 апреля 1939   | [ комм. 41 ] | военные                                         | президент исп. Presidente | [ 87 ] |                                |
| —              | Херман Буш Бесерра (1904—1939) исп. Germán Busch Becerra | 24 апреля 1939 | 23 августа 1939  | | военные                                         | диктатор исп. Dictador | [ 87 ] |                                |
| 28             | | Карлос Кинтанилья Кирога (1888—1964) исп. Carlos Quintanilla Quiroga | 23 августа 1939  | 15 апреля 1940 | военные                                         | [ комм. 50 ] | временный президент исп. Presidente provisional | [ 89 ]                         |
| 29             | | Энрике Пеньяранда дель Кастильо (1892—1969) исп. Enrique Peñaranda del Castillo | 15 апреля 1940   | 20 декабря 1943 | «Соглашение»                                    | 1940 | президент исп. Presidente | [ 90 ]                         |
| —              | | Гуальберто Вильярроэль Лопес (1908—1946) исп. Gualberto Villarroel López как президент правительственной хунты в составе: Анхель Виктор Пас Эстенссоро исп. Ángel Víctor Paz Estenssoro Карлос Монтенегро Кирога исп. Carlos Montenegro Quiroga Аугусто Сеспедес Паци исп. Augusto Céspedes Patzi Виктор Мануэль Андраде Ускиано исп. Víctor Manuel Andrade Uzquiano Хосе Тамайо исп. José Tamayo Густаво Чакон исп. Gustavo Chacón Хосе Пинто исп. José Pinto Антонио Понсе Монтан исп. Antonio Ponce Montán Хорхе Калеро исп. Jorge Calero Альберто Табога исп. Alberto Taborga | 20 декабря 1943  | 5 апреля 1944 | военные                                         | | президент правительственной хунты исп. Presidente de la Junta de Gobierno                                                                             | [ 91 ]                         |
| 30 (I—II)      | Гуальберто Вильярроэль Лопес (1908—1946) исп. Gualberto Villarroel López | 5 апреля 1944 | 6 августа 1944   | Дело Отечества / Националистическое революционное движение                                                                        | [ комм. 53 ]                                    | временный президент исп. Presidente provisional                                                                                     | | [ 91 ]                         |
| 30 (I—II)      | Гуальберто Вильярроэль Лопес (1908—1946) исп. Gualberto Villarroel López | 6 августа 1944 | 21 июля 1946     | Дело Отечества / Националистическое революционное движение                                                                        | [ комм. 41 ]                                    | президент исп. Presidente | | [ 91 ]                         |
| —              | | Нестор Гильен Ольмос (1890—1966) исп. Néstor Guillén Olmos | 21 июля 1946     | 22 июля 1946 | независимый                                     | | верховный судья исп. Senior Judge | [ 92 ]                         |
| —              | Нестор Гильен Ольмос (1890—1966) исп. Néstor Guillén Olmos как президент временной правительственной хунты в составе: Клето Кабреро Гарсия исп. Cleto Cabrera García Хуан Армаса Риверт исп. Juan Armaza Rivert Карлос Пачеко Нуньес исп. Carlos Pacheco Núñez Пасифико Ледесма исп. Pacífico Ledezma Даниэль Кисберт исп. Daniel Quisbert Карлос Монтаньо Даса исп. Carlos Montaño Daza Рауль Кальвимонтес исп. Raúl Calvimontes Луис Госальвес Индабуро исп. Luis Gosálvez Indaburo Анисето Соларес исп. Aniceto Solares Аурелио Алькоба исп. Aurelio Alcoba Роберто Бильбао Ла Вега исп. Roberto Bilbao La Vieja | 22 июля 1946 | 17 августа 1946  | президент временной правительственной хунты исп. Presidente de la Junta de Gobierno interino                                      | независимый                                     | | | [ 92 ]                         |
| —              | | Томас Монхе Гутьеррес (1884—1954) исп. Tomás Monje Gutiérrez как президент временной правительственной хунты в составе: Луис Госальвес Индабуро исп. Luis Gosálvez Indaburo Анисето Соларес исп. Aniceto Solares Аурелио Алькоба исп. Aurelio Alcoba Роберто Бильбао Ла Вега исп. Roberto Bilbao La Vieja | 17 августа 1946  | президент временной правительственной хунты исп. Presidente de la Junta de Gobierno interino                                      | независимый                                     | 10 марта 1947 | [ 93 ] |                                |
| 31             | | Хосе Энрике Эрцог Гарайсабаль (1896—1981) исп. José Enrique Hertzog Garaizábal | 10 марта 1947    | 24 октября 1949 | Партия республиканского социалистического союза | 1947 | президент исп. Presidente | [ 94 ] [ 95 ]                  |
| 32             | | Мамерто Урриолагоитиа Арриаге (1895—1974) исп. Mamerto Urriolagoitia Harriague | 24 октября 1949  | 16 мая 1951 | Партия республиканского социалистического союза | 1947 | президент исп. Presidente | [ 96 ]                         |
| —              | | Уго Бальивиан Рохас (1901—1991) исп. Hugo Ballivián Rojas как президент правительственной хунты в составе: Антонио Селеме Варгас исп. Antonio Seleme Vargas Томас Антонио Суарес исп. Tomás Antonio Suárez Луис Мартинес исп. Luis Martínez Карлос Монтеро Васкес исп. Carlos Montero Vásquez Карлос Альберто Окампо исп. Carlos Alberto Ocampo Донато Кардосо исп. Donato Cardozo Серхио Санчес исп. Sergio Sánchez Факундо Морено исп. Facundo Moreno Валентин Гомес исп. Valentín Gómez                                                                                        | 16 мая 1951      | 11 апреля 1952 | военные                                         | | президент правительственной хунты исп. Presidente de la Junta de Gobierno                                                                             | [ 97 ]                         |
| 33 (I)         | | Эрнан Силес Суасо (1914—1996) исп. Hernán Siles Zuazo | 11 апреля 1952   | 16 апреля 1952 | Националистическое революционное движение       | | временный президент исп. Presidente provisional | [ 98 ] [ 99 ] [ 100 ]          |
| 34 (I)         | | Анхель Виктор Пас Эстенссоро (1907—2001) исп. Víctor Ángel Paz Estenssoro | 16 апреля 1952   | 6 августа 1956 | Националистическое революционное движение       | 1951 | президент исп. Presidente | [ 101 ] [ 102 ]                |
| 33 (II)        | | Эрнан Силес Суасо (1914—1996) исп. Hernán Siles Zuazo | 6 августа 1956   | 6 августа 1960 | Националистическое революционное движение       | 1956 | президент исп. Presidente | [ 99 ] [ 100 ]                 |
| 34 (II—III)    | | Анхель Виктор Пас Эстенссоро (1907—2001) исп. Víctor Ángel Paz Estenssoro | 6 августа 1960   | 6 августа 1964 | Националистическое революционное движение       | 1960 | президент исп. Presidente | [ 101 ] [ 102 ]                |
| 34 (II—III)    | 6 августа 1964 | Анхель Виктор Пас Эстенссоро (1907—2001) исп. Víctor Ángel Paz Estenssoro | 4 ноября 1964    | 1964 | Националистическое революционное движение       | | президент исп. Presidente | [ 101 ] [ 102 ]                |
| —              | | Рене Баррьентос Ортуньо (1919—1969) исп. René Barrientos Ortuño | 5 ноября 1964    | 26 мая 1965 | военные                                         | | президент правительственной хунты исп. Presidente de la Junta de Gobierno                                                                             | [ 11 ] [ 103 ] [ 104 ]         |
| —              | | Альфредо Овандо Кандия (1918—1982) исп. Alfredo Ovando Candia | 26 мая 1965      | 2 января 1966 | военные                                         | сопрезиденты правительственной хунты исп. Copresidente de la Junta de Gobierno                                                      | [ 12 ] [ 105 ] |                                |
| —              | | Рене Баррьентос Ортуньо (1919—1969) исп. René Barrientos Ortuño | 26 мая 1965      | 2 января 1966 | военные                                         | сопрезиденты правительственной хунты исп. Copresidente de la Junta de Gobierno                                                      | [ 11 ] [ 105 ] |                                |
| —              | | Альфредо Овандо Кандия (1918—1982) исп. Alfredo Ovando Candia | 2 января 1966    | 6 августа 1966 | военные                                         | президент правительственной хунты исп. Presidente de la Junta de Gobierno                                                           | [ 12 ] [ 105 ] |                                |
| 35             | | Рене Баррьентос Ортуньо (1919—1969) исп. René Barrientos Ortuño | 6 августа 1966   | 27 апреля 1969 | Фронт боливийской революции                     | 1966 | президент исп. Presidente | [ 11 ] [ 105 ] [ 106 ] [ 107 ] |
| 36             | | Луис Адольфо Силес Салинас (1925—2005) исп. Luis Adolfo Siles Salinas | 27 апреля 1969   | 26 сентября 1969 | Фронт боливийской революции                     | 1966 | президент исп. Presidente | [ 108 ] [ 105 ]                |
| —              | | Альфредо Овандо Кандия (1918—1982) исп. Alfredo Ovando Candia | 26 сентября 1969 | 6 октября 1970 | военные                                         | | президент де-факто | [ 12 ] [ 109 ] [ 105 ]         |
| —              | | Хунта командующих Вооружёнными силами: Эфраин Гуачалья Ибаньес исп. Efraín Guachalla Ibáñez Фернандо Саттори Рибера исп. Fernando Sattori Ribera Альберто Альбарракин Креспо исп. Alberto Albarracín Crespo | 6 октября 1970   | 7 октября 1970 | военные                                         | Хунта командующих Вооружёнными силами Боливии исп. Junta de Comandantes de las Fuerzas Armadas                                      | [ 14 ] [ 105 ] |                                |
| —              | | Хуан Хосе Торрес Гонсалес (1920—1976) исп. Juan José Torres González | 7 октября 1970   | 21 августа 1971 | военные                                         | президент де-факто | [ 110 ] [ 111 ] [ 105 ] |                                |
| —              | | Хунта командующих Вооружёнными силами: Андрес Селич Чоп исп. Andrés Selich Chop Уго Бансер Суарес исп. Hugo Banzer Suárez Хайме Флорентино Мендьета Варгас исп. Jaime Florentino Mendieta Vargas | 21 августа 1971  | 22 августа 1971 | военные                                         | Хунта командующих Вооружёнными силами Боливии исп. Junta de Comandantes de las Fuerzas Armadas                                      | [ 15 ] [ 105 ] |                                |
| —              | | Уго Бансер Суарес (1926—2002) исп. Hugo Banzer Suárez | 22 августа 1971  | 21 июля 1978 | военные                                         | президент де-факто | [ 112 ] [ 105 ] |                                |
| —              | | Виктор Гонсалес Фуэнтес (?—?) исп. Víctor González Fuentes как президент правительственной хунты в составе: Альфонсо Вильяльпандо Армаса исп. Alfonso Villalpando Armaza Гутемберг Барросо Уртадо исп. Gutemberg Barroso Hurtado | 21 июля 1978     | 21 июля 1978 | военные                                         | президент правительственной хунты исп. Presidente de la Junta de Gobierno                                                           | [ 113 ] [ 105 ] |                                |
| 37             | | Хуан Переда Асбун (1931—2012) исп. Juan Pereda Asbún | 21 июля 1978     | 24 ноября 1978 | Националистический союз народа                  | 1978 | президент исп. Presidente | [ 114 ]                        |
| —              | | Хосе Давид Падилья Арансибиа (1927—2016) исп. José David Padilla Arancibia | 24 ноября 1978   | 8 августа 1979 | военные                                         | | президент военной правительственной хунты исп. Presidente de la Junta militar de Gobierno                                                             | [ 115 ] [ 105 ]                |
| 38             | | Вальтер Гевара Арсе (1912—1996) исп. Walter Guevara Arze | 8 августа 1979   | 1 ноября 1979 | Подлинная революционная партия                  | [ комм. 73 ] | временный президент исп. Presidente provisional | [ 116 ] [ 117 ]                |
| —              | | Альберто Натуш Буш (1933—1994) исп. Alberto Natusch Busch | 1 ноября 1979    | 16 ноября 1979 | военные                                         | | президент де-факто | [ 118 ]                        |
| 39             | | Лидия Гейлер Техада (1921—2011) исп. Lidia Gueiler Tejada | 16 ноября 1979   | 17 июля 1980 | Революционный фронт левых                       | [ комм. 76 ] | временный президент исп. Presidente provisional | [ 119 ] [ 120 ]                |
| —              | | Хунта командующих Вооружёнными силами: Луис Гарсия Меса Техада исп. Luis García Meza Tejada Вальдо Берналь Перейра исп. Waldo Bernal Pereira Рамиро Таррасас Родригес исп. Ramiro Terrazas Rodríguez | 17 июля 1980     | 18 июля 1980 | военные                                         | | Хунта командующих Вооружёнными силами Боливии исп. Junta de Comandantes de las Fuerzas Armadas                                                        | [ 16 ] [ 121 ]                 |
| —              | | Луис Гарсия Меса Техада (1929—2018) исп. Luis García Meza Tejada | 18 июля 1980     | 4 августа 1981 | военные                                         | президент де-факто | | [ 16 ] [ 121 ]                 |
| —              | | Хунта командующих Вооружёнными силами: Вальдо Берналь Перейра исп. Waldo Bernal Pereira Сельсо Торрелио Вилья исп. Celso Torrelio Villa Оскар Хайме Паммо Родригес исп. Óscar Jaime Pammo Rodríguez | 4 августа 1981   | 4 сентября 1981 | военные                                         | Хунта командующих Вооружёнными силами Боливии исп. Junta de Comandantes de las Fuerzas Armadas                                      | [ 17 ] |                                |
| —              | | Сельсо Торрелио Вилья (1933—1999) исп. Celso Torrelio Villa | 4 сентября 1981  | 19 июля 1982 | военные                                         | президент де-факто | [ 122 ] |                                |
| —              | | Хунта командующих Вооружёнными силами: Наталио Моралес Москера исп. Natalio Morales Mosquera Ангель Марискаль Гомес исп. Ángel Mariscal Gómez Оскар Хайме Паммо Родригес исп. Óscar Jaime Pammo Rodríguez | 19 июля 1982     | 21 июля 1982 | военные                                         | Хунта командующих Вооружёнными силами Боливии исп. Junta de Comandantes de las Fuerzas Armadas                                      | [ 18 ] |                                |
| —              | | Гидо Вильдосо Кальдерон (род. 1937) исп. Guido Vildoso Calderón | 21 июля 1982     | 10 октября 1982 | военные                                         | президент де-факто | [ 123 ] [ 124 ] |                                |
| 33 (III)       | | Эрнан Силес Суасо (1914—1996) исп. Hernán Siles Zuazo | 10 октября 1982  | 6 августа 1985 | Демократическое и народное единство             | [ комм. 77 ] | президент исп. Presidente | [ 99 ] [ 100 ] [ 125 ]         |
| 34 (IV)        | | Анхель Виктор Пас Эстенссоро (1907—2001) исп. Víctor Ángel Paz Estenssoro | 6 августа 1985   | 6 августа 1989 | Националистическое революционное движение       | 1985 | президент исп. Presidente | [ 101 ] [ 102 ] [ 126 ]        |
| 40             | | Хайме Пас Самора (род. 1939) исп. Jaime Paz Zamora | 6 августа 1989   | 6 августа 1993 | Левое революционное движение                    | 1989 | президент исп. Presidente | [ 127 ]                        |
| 41 (I)         | | Гонсало Санчес де Лосада-и-Санчес Бустаманте (род. 1930) исп. Gonzalo Sánchez de Lozada y Sánchez Bustamante | 6 августа 1993   | 6 августа 1997 | Националистическое революционное движение       | 1993 | президент исп. Presidente | [ 128 ] [ 129 ]                |
| 42             | | Уго Бансер Суарес (1926—2002) исп. Hugo Banzer Suárez | 6 августа 1997   | 7 августа 2001 | Националистическое демократическое действие     | 1997 | президент исп. Presidente | [ 130 ] [ 131 ]                |
| 43             | | Хорхе Фернандо Кирога Рамирес (род. 1960) исп. Jorge Fernando Quiroga Ramírez | 7 августа 2001   | 6 августа 2002 | Националистическое демократическое действие     | 1997 | президент исп. Presidente | [ 132 ] [ 133 ]                |
| 41 (II)        | | Гонсало Санчес де Лосада-и-Санчес Бустаманте (род. 1930) исп. Gonzalo Sánchez de Lozada y Sánchez Bustamante | 6 августа 2002   | 17 октября 2003 | Националистическое революционное движение       | 2002 | президент исп. Presidente | [ 128 ] [ 129 ]                |
| 44             | | Карлос Диего Меса Хисберт (род. 1953) исп. Carlos Diego Mesa Gisbert | 17 октября 2003  | 9 июня 2005 | независимый                                     | 2002 | президент исп. Presidente | [ 134 ] [ 135 ]                |
| 45             | | Энрике Эдуардо Родригес Вельце (род. 1956) исп. Enrique Eduardo Rodríguez Veltzé | 9 июня 2005      | 22 января 2006 | независимый                                     | [ комм. 83 ] | президент исп. Presidente | [ 136 ] [ 137 ]                |
| 46 (I—III)     | | Хуан Эво Моралес Айма (род. 1959) исп. Juan Evo Morales Ayma | 22 января 2006   | 22 января 2010 | Движение к социализму                           | 2005 | президент исп. Presidente | [ 6 ] [ 7 ]                    |
| 46 (I—III)     | 22 января 2010 | Хуан Эво Моралес Айма (род. 1959) исп. Juan Evo Morales Ayma | 22 января 2015   | 2010 | Движение к социализму                           | | президент исп. Presidente | [ 6 ] [ 7 ]                    |
| 46 (I—III)     | 22 января 2015 | Хуан Эво Моралес Айма (род. 1959) исп. Juan Evo Morales Ayma | 12 ноября 2019   | 2014 | Движение к социализму                           | | президент исп. Presidente | [ 6 ] [ 7 ]                    |
| 46 (I—III)     | [ комм. 85 ] | [ комм. 85 ] | 2019             | | Движение к социализму                           | | президент исп. Presidente | [ 6 ] [ 7 ]                    |
| и. о.          | | Жанин Аньес Чавес (род. 1967) исп. Jeanine Áñez Chávez | 12 ноября 2019   | 8 ноября 2020 | Демократическое социальное движение             | [ комм. 87 ] | президент переходного периода исп. Presidente de la transición                                                                                        | [ 138 ] [ 139 ] [ 140 ]        |
| 47             | | Луис Альберто Арсе Катакора (род. 1963) исп. Luis Alberto Arce Catacora | 8 ноября 2020    | действующий | Движение к социализму                           | 2020 | президент исп. Presidente | [ 141 ] [ 142 ] [ 143 ]        |